# 光锥果葶苈
光锥果葶苈（学名：Draba lanceolata var. leiocarpa）为十字花科葶苈属锥果葶苈的变种。分布在中国大陆的青海、新疆等地，生长于海拔2,750米至3,900米的地区，一般生于林下或灌木林中。

## 扩展阅读
- 維基物種上的相關：光锥果葶苈